# Ветловка (Орловская область)
Ветловка — деревня в Болховском районе Орловской области. Входит в Злынское сельское поселение. Население — 9 чел. (2010).

## География
Деревня находится в северной части Орловской области, в лесостепной зоне, в пределах центральной части Среднерусской возвышенности. Расположена на берегу реки Злынка.
Уличная сеть представлена тремя объектами: Родниковая улица, Овражная улица и Фермерская улица.
Географическое положение: в 16 километрах от районного центра — города Болхов, в 40 километрах от областного центра — города Орёл и в 295 километрах от столицы — Москвы.
Часовой пояс
Деревня Ветловка, как и вся Орловская область, находится в часовой зоне МСК (московское время). Смещение применяемого времени относительно UTC составляет +3:00.
Климат близок к умеренно-холодному, количество осадков является значительным, с осадками даже в засушливый месяц. Среднегодовая норма осадков — 627 мм. Среднегодовая температура воздуха в Болховском районе — 5,1 °C.

## Население
Проживают (на 2017—2018 гг.) 9 жителей (4 мужчины и 5 женщин) в шести домах, двое — до 7 лет, двое — от 30 до 50 лет, трое — от 50 до 60 лет и двое — старше 60 лет.
| 2010 |
| ---- |
| 9    |

Гендерный состав
По данным Всероссийской переписи населения 2010 года в гендерной структуре населения мужчины составляют 44,4 %, женщины — 55,6%.

## Инфраструктура
Нет данных.